# وزارت آموزش عراق
وزارت آموزش عراق یک نهاد دولتی عراقی می‌باشد که مسئولیت آموزش در کشور عراق بعهدهٔ آن است.